# Christian Martin Winterling
Christian Martin Winterling (* 1800 in Schwarzenbach an der Saale; † 1884) war ein deutscher Schriftsteller und Übersetzer, Anglist und Romanist. Er lehrte ab 1823 bis zu seinem Tod neuere Sprachen und Literatur an der Universität Erlangen und war ein zu seiner Zeit prominentes Mitglied des Pegnesischen Blumenordens.

## Leben und Werk
Nach der Promotion zum Dr. phil. habilitierte Winterling 1823 mit der Arbeit Dissertatio de origine linguae anglicae et hispanicae (Erlangen, 1823) und wurde anschließend Privatdozent. Im Jahr 1834 wurde er außerordentlicher Professor an der Universität Erlangen, an der er über lange Jahre eine Doppelprofessur für neuere Sprachen und Literaturen (Englisch und Romanische Sprachen) innehatte. 
Winterling war von Jugend auf dichterisch tätig und wurde 1826 unter dem Namen Amandus Winterling in den Pegnesischen Blumenorden aufgenommen. Er nannte auch einen Sohn Amandus (* 1827 in Erlangen).
Ab 1856 führte Winterling ein Mustergut in Bernstein bei Wunsiedel.

## Werke
- Dissertatio de origine lingvae anglicae et hispanicae („Dissertation über den Ursprung der englischen und spanischen Sprache“), Erlangen 1823 (lat., online als Digitalisat verfügbar)
- (mit Theresius von Seckendorff) Diccionario de las lenguas española y alemana. Wörterbuch der deutschen und spanischen Sprache, 3 Bde., Hamburg/Nürnberg 1823–1828 (Winterling zeichnet für die Vollendung des deutsch-spanischen Teils) (online als Digitalisat verfügbar)
- (Übersetzer aus dem Spanischen) Alonso de Ercilla y Zúñiga, Die Araucana, 2 Bde., Nürnberg 1831 (Digitalisate: Band 1, Band 2)
- (Hrsg.) Oliver Goldsmith, The vicar of Wakefield, Nürnberg 1833
- (Übersetzer aus dem Italienischen) Girolamo Graziani, Die Eroberung von Granada. Ein episches Gedicht in 29 Gesängen, 2 Bde., Nürnberg 1834 (Digitalisat: Band 1)
- Antik-moderne Dichtungen, Berlin 1836
- Ady oder der verjüngte Greis. Dramatisirtes Mährchen, Erlangen 1842 (Digitalisat)
- Festspiel zur ersten Jubelfeier der Universität Erlangen, Erlangen 1843 (Digitalisat)
- Epigramme in vier Centurien, Erlangen 1847
- Rhythmen und Reime, Erlangen 1849 (Digitalisat)
- Zwei deutsche Studenten in Bologna. Lustspiel in fünf Acten, Erlangen 1855 (Digitalisat)